# Гостроверховка
Гостроверховка (укр. Гостроверхівка; до 2025 годах — Островерховка), село, Чугуевский район, Харьковская область, Украина.
Код КОАТУУ — 6321786205. Население по переписи 2001 года составляет 391 (205/186 м/ж) человек.

## Географическое положение
Село Гостроверховка находится между реками Мжа (6 км) и Уды (8 км), в 5-и км от села Тимченки, в 8-и км от города Мерефа, в 2,5 км от села Аксютовка, примыкает к селу Тросное. К селу примыкают несколько лесных массивов, в том числе урочище Большой Бор (сосна).

## История
- 1655 — дата первого упоминания.[1]
- В 1940 году в селе были 421 двор, православная церковь, сельсовет и семь ветряных мельниц.[4]
- В 2025 году село переименовали с Островерховка на Гостроверховка.

## Экономика
- Молочно-товарная ферма.

## Объекты социальной сферы
- Школа I—II ст.
- Фельдшерско-акушерский пункт.

## Достопримечательности
- Братская могила советских воинов и партизан. Похоронено 262 воина и 10 партизан.